# RK Slovenj Gradec
Maillots
Le RK Slovenj Gradec est un club de handball situé à Slovenj Gradec en Slovénie et évoluant en Championnat de Slovénie.

## Histoire
Dans l'ombre du RK Celje, le RK Slovenj Gradec est l'un des meilleurs club de Slovénie vers la fin du vingtième siècle, terminant à trois reprises à la deuxième du Championnat de Slovénie lors des saisons 1996/1997, 1997/1998 et 1998/1999 et atteignant deux fois la finale de la Coupe de Slovénie en 1994 puis en 2004.
Ces résultats ont conduit à le club à entreprendre plusieurs campagnes européennes dont quelques très bons parcours tels que les quarts de finale de la Coupe des Villes (C4) en 1994 puis les demi-finales de la Coupe de l'EHF (C3) en 2000 où le club est éliminé par les Croates du RK Metković.
Lors de la saison 2010/2011, le club finit cinquième des Play-downs synonyme de relégation mais réussit à remonter lors de la saison 2013/2014.

## Palmarès
| Compétitions internationales            | Compétitions nationales                                                                                   |
| - Coupe de l'EHF : - Demi-finale : 2000 | - Championnat de Slovénie - Vice-champion : 1997, 1998, 1999 - Coupe de Slovénie - Finaliste : 1994, 2004 |

## Personnalités liées au club
- Nenad Maksić : joueur de 199? à 2002 et de 2003 à 2005
- Borut Oslak : joueur de ? à 2007
- Dzianis Rutenka : joueur de 2005 à 2008
- Alin Șania : joueur de 2003 à 2005
- David Špiler : joueur de 2002 à 2006

## Rivalité
La plus grosse rivalité du club est sans aucun doute le RK Gorenje Velenje, tous les deux très proche.